# Shanice
Shanice Lorraine Wilson (Pittsburgh, 14 mei 1973) is een Amerikaans zangeres. In 1987 had ze met (Baby Tell Me) Can You Dance een Amerikaanse hit. In Nederland is ze vooral bekend van haar hitsingle I Love Your Smile, waarmee ze begin 1992 een nummer 1-hit haalde.
Op elfjarige leeftijd werd Wilson ontdekt door platenmaatschappij A&M Records, nadat ze in meerdere talentenshows had opgetreden. In 1990 tekende ze een contract met Motown. Met producer Narada Michael Walden had ze een hit met I Love Your Smile. Sindsdien heeft ze enkele singles en albums uitgebracht.
Wilson is sinds februari 2000 getrouwd en heeft met haar echtgenoot een dochter en een zoon.

## Discografie
- Discovery (1987)
- Inner Child (1991)
- 21...Ways to Grow (1994)
- The Remix... (1995) (compilatie)
- Shanice (1999)
- Ultimate Collection: The Best of Shanice (1999) (compilatie)
- Every Woman Dreams (2006)

## Trivia
- Dankzij haar doorbraak steeg de voornaam Shanice enorm in populariteit. In 1991 kregen in Nederland nog maar drie meisjes deze voornaam; in 1992 waren dit er 109, onder wie voetbalster Shanice van de Sanden. Dat is een toename van 3533%. Vanaf 1993 daalde de voornaam weer langzaam in populariteit.[1]